# Aleksandra Korejwo
Aleksandra Korejwo (* 1958) ist eine polnische Trickfilmmacherin und Regisseurin.
Korejwo schafft Trickfilme in einer einzigartigen Technik aus gefärbtem Salz. Bei heimischen und internationalen Festivals wurde sie mehr als fünfzig Mal für Preise nominiert und ausgezeichnet. Für The Swan erhielt sie den Grand Prix beim Internationalen Filmfestival Shanghai, ihre Titelsequenz für The Wonderful Ice Cream Suit bei Walt Disney Pictures wurde in Los Angeles für den Annie Award nominiert. Bei der The World Animation Celebration gewann sie mit dem Film Carmen Torero den Ersten Preis, Butterfly erhielt 2009 den Award. 2010 lief Film Fryderyk Chopin's WALTZ in der Rubrik The Best of The World beim Internationalen Animationsfestival Hiroshima. 2011 entstand Jubilee Concerto nach Musik von Fryderyk Chopin und Gedichten von Papst Johannes Paul II.